# 마르틴 슈트란츨
마르틴 슈트란츨(Martin Stranzl, 1980년 6월 16일 ~ )은 오스트리아 출신의 은퇴한 축구 선수다. 선수 시절 포지션은 수비수 및 수비형 미드필더였다. 1997년 독일 분데스리가의 TSV 1860 뮌헨에서 데뷔하였으며 2004년 VfB 슈투트가르트로 이적하였고, 2006년에 러시아 프리미어리그 스파르타크 모스크바로 옮겼다. 2011년부터 2016년까지는 보루시아 묀헨글라트바흐에서 활약하였다.
유로 2008에선 오스트리아 국가 대표로 나와 오스트리아의 모든 경기에 출전하였고, 스파르타크 모스크바에선 UEFA 챔피언스리그 아홉 경기에 출장하였다.